# FC St. Pauli
 Der er for få eller ingen kildehenvisninger i denne artikel, hvilket er et problem. Du kan hjælpe ved at angive troværdige kilder til de påstande, som fremføres i artiklen.

FC St. Pauli er en tysk sports- og fodboldklub beliggende i bydelen St. Pauli i Hamburg. Foruden fodbold har klubben hold indenfor rugby, amerikansk fodbold, baseball, bowling, boksning, skak, cykling, håndbold, keglespil, softball, triatlon og bordtennis. Imens fodboldspillerne kun har oplevet en moderat succes på banen, er klubben som helhed blevet meget kendt for dens unikke kultur og er meget populær for at være en af landets "kult" klubber, grundet dens antifascistiske politik og placering nær Reeperbahn. Klubben har således mange fans i Danmark og resten af Europa. Efter at være rykket ned til Regionalligaen – den tidligere tredje division i tysk fodbold –  i 2002/2003 og blev der i fire år, rykkede FC St. Pauli i 2007 tilbage til 2. Bundesliga og i 2010 for første gang i mange år op i Bundesligaen.

## Historie

### De tidlige år
Klubben startede i 1899 som en løs og uformel gruppe af fodboldentusiaster, der var udløbere af gruppen Hamburg-St. Pauli Turn-Verein 1862. Denne gruppe spillede ikke sin første kamp før 1907 imod et lignende hold udløbere fra den lokale Aegir svømmeklub. Klubben startede officielt d. 15. maj 1910 hvor klubben gik under navnet St. Pauli TV og var i Kreisligaen Groß-Hamburg (Alsterkreis) indtil 1924 hvor en separat fodboldklub, ved navn FC St. Pauli, blev dannet. Holdet spillede som et almindeligt lavere rangeret hold indtil det for første gang i 1934 spillede sig i den højere liga Gauliga Nordmark, en af de 16 fornemmeste divisioner oprettet under omdannelsen af tysk fodbold, der foregik under Det Tredje Rige. De rykkede dog hurtigt rykket ned igen, men kom tilbage til toppen i 1936. Efter igen at nedrykke i 1940 dukkede St. Pauli igen op i Gauliga Hamburg i 1942, hvor de spillede gennem resten af 2. verdenskrig.

### Fodbold efter krigen
Efter krigen fortsatte klubben med at spille i Oberliga Nord i 1947. En andenplads til slut i 1947-48 sæsonen førte St. Pauli til nu at kunne spille i de nationale mesterskabsrunder. De avancerede sig til semifinalerne, hvor de dog blev slået 2-3 af de senere mestre, 1. FC Nürnberg. Klubben fortsatte sit spil gennem 1950'erne, men var ikke i stand til at slå rivalerne Hamburger SV. De endte således på andenpladsen i fem ud af de syv næste sæsoner og blev slået tidligt ud i hver af deres mesterskabsrunder fra 1949 til 1951. I slutningen af årtiet og starten af 1960'erne blev St. Pauli slået af rivaler som Werder Bremen og VfL Osnabrück og var ikke i stand til at klare sig bedre end nogle 4. pladser i det endelige resultat.

### Kampen for oprykning til Bundesligaen
Bundesligaen, der var Vesttysklands nye professionelle liga og højeste række, blev dannet i 1963. Hamburger SV, Werder Bremen og Eintracht Braunschweig blev en del af den nye kreds, idet de var topfinalister fra Oberliga Nord, mens St. Pauli fandt sig selv i divisionen en række lavere, Regionalliga Nord.
St. Pauli blev i samme division i 1964, men endte med at blive allersidst i deres gruppe i playoff-runden til oprykning. De tog deres næste Regionalliga Nord titel i 1966 og alt imens de spillede lang bedre i playoff-kampene, havde de stadig svært ved at avancere sig til den bedste række, idet de tabte til Rot-Weiß Essen der i differens havde to mere mål. Divisionsmesterskaber i 1972 og 1973 samt andenpladser i 1971 og 1974 var alle fulgt af fiaskoer i oprykningsrundernes playoff-kampe.
Succesen med Bundesligaen og den tiltagende professionelle fodbold i Vesttyskland førte til dannelsen af 2. Bundesliga i 1974. St. Pauli var en del af den nye andenrække i 2. Bundesliga Nord, og avancerede sig i 1977 endelig til den bedste række efter at de havde fået en førsteplads i deres division. Holdet rykkede dog allerede ned igen efter kun én sæson i Bundesligaen. 
Klubbens nedrykning til 2. Bundesliga Nord var ligeledes kortlivet. På randen af bankerot i 1979 blev de benægtet licens for den følgende sæson og blev sendt ned til Oberliga Nord (III). Stærke præstationer som satte holdet i toppen af divisionen i 1981 og 1983 var ikke ensbetydende med god finansiel sundhed. I 1984 var klubben tilstrækkelig stabil til at rykke op til 2. Bundesliga over Werder Bremens amatørhold – hvilket havde sluttet to point foran St. Pauli, men ikke var berettiget oprykning.

### St. Pauli og "Kult" fænomenet
Det var i midt '80'erne at St. Paulis overgang fra traditionel klub til "Kult" klub begyndte. Klubben var også i stand til at vende dens plads på havnearealet i St. Pauli tæt på Hamburgs berømte Reeperbahn – centrum for byens natteliv og dets red-light district – til en fordel. Et alternativt fansceneri opstod ved venstreorienterede politikere samt arrangementet og feststemningen omkring klubbens kampe. Supportere tog kraniet og krydsede knogler til sig som et uofficielt symbol. Vigtigt var, at St. Pauli blev det første hold i Tyskland til officielt at forbyde nationalistiske højrefløjsaktiviteter og -udfoldelser på dets stadion i en æra, hvor fascistinspireret hooliganisme truede spillet på tværs af Europa. I 1981 havde holdet gennemsnitligt kun omkring 1.600 tilskuere, mens det i de sene 90'ere hyppigt solgte alt ud til de ca. 20.000 tilskuerpladser.
I de tidlige 90'ere startede medierne i Tyskland med at arbejde på "Kult"-billedet af klubben, dvs. ved at fokusere på den usle del af fansene i TV-udsendelser fra kampene. Medierne startede ligeledes også på den tid med at oprette øgenavne så som "Freibeuter der Liga" (Piraterne af Ligaen) og "das Freudenhaus der Liga" (Ligaens glædeshus, en tvetydighed for  Ligaens bordel), der var vendinger som ikke blev brugt af klubbens ledsagere.
St. Pauli begyndte en rutschebanetur idet det var inde og ude af Bundesligaen over et forløb af de næste år: 1984-85 sæsonen sluttede meget tæt, men St. Pauli nedrykkede til Oberliga igen. Holdet vandt mesterskabet i 1985-86 og vendte således tilbage til 2. Bundesliga. To i stigende grad stærke år fulgte medførte oprykning og tre sæsoner i 1. Bundesliga i årrækken 1988-91, hvilket dermed også er St. Paulis længste periode i Bundesligaen. Fire sæsoner fulgte i 2. Bundesliga, og så to sæsoner til i 1. Bundesliga i 1995-97, før de igen nedrykkede til 2. Bundesliga.

### Det nye årtusinde
Klubbens seneste tilstedeværelse i den højeste række var en enkelt sæson i 2001-02. Bortset fra en 2-1 hjemmesejr mod Bayern München, der dengang var klub verdensmestre, hvilket førte til det populære "Weltpokalsiegerbesieger" (klub verdensmester klappere) skjorter, skuffede holdet og endte sidst, delvist fordi ledelsen ikke havde tiltro til holdet, der overraskende vandt oprykningen i 2001, men hellere ville bruge de ekstra penge fra Bundesliga TV-kontrakter og reklamer på dyre, men skuffende spillere. Efter nedrykningen til 2. Bundesliga var kun en brøkdel af det succesfulde hold fra 2001 tilbage og 2002/03 sæsonen endte således i kaos, med holdet der kæmpede forgæves mod nedrykning fra starten, forskellige fratrædende trænere og andre interne problemer i klubben.
Med klubben tæt på bankerot igen og den mindre indbringende Regionaliga Nord (III) lige rundt om hjønet, begyndte den sit fundraising aktiviteter, de såkaldte "Retteraktion". De trykte t-shirts med klubbens våbenskjold omgivet af ordet "Retter" (redningsmand) og mere end 140.000 blev solgt indenfor 6 uger. De organiserede ligeledes en kamp mod Bayern München for at prøve at redde klubben. Mange andre aktiviteter, som fx at sælge "Retter"-Shirtene i McDonalds restauranter i Hamburg, førte til hård kritik fra fansene.
Klubben har også været aktiv indenfor velgørenhed og i 2005 indviede klubben, holdet og fansene "viva con agua de sankt pauli" kampagnen, der samlede penge til vanddispensere til skoler i Cuba.
Gennem 2005-06 sæsonen nød holdet den enestående succes i DFB-Pokal, med sejre over Burghausen, Bochum og, meget sigende, Bundesliga holdene Hertha Berlin og i kvartfinalen d. 25. januar 2006, Werder Bremen. Deres 3-1 sejr foran et udsolgt Millerntor publikum og deres følgende plads i DFB-Pokal semi-finalen indbragte klubben omkring 1 million euro for TV- og sponsorpenge, gør at klubben er sikret for pludselige finansielle problemer i lang tid. 
Efter klubbens DFB-Pokal sejre havde den tilmed produceret en ny kollektion af t-shirts med sloganet "Wir sind Pokal" (Vi er Pokal), efter avisen Bilds berømte overskrift fra 2005: "Wir sind Papst" (Vi er Pave).  
St. Pauli gik ud af turneringen da FC Bayern München d. 12. april vandt over dem med 3-0 på et mål fra Owen Hargreaves og to fra Claudio Pizarro. Tilfældigvis var det også Bayern München som var trukket som St. Paulis modstander i første runde af den følgende sæsons turnering, der ledte til en tidlig exit, idet Bayern München vandt 2-1.

## Resultater
Her følger en liste for de seneste sæsoners resultater.
| År        | Division                | Position           |
| 1999-2000 | 2. Bundesliga (II)      | 13                 |
| 2000-01   | 2. Bundesliga           | 3 (rykker op)      |
| 2001-02   | Bundesligaen (I)        | 18 (rykker ned)    |
| 2002-03   | 2. Bundesliga (II)      | 17 (rykker ned)    |
| 2003-04   | Regionalliga Nord (III) | 8                  |
| 2004-05   | Regionalliga Nord       | 7                  |
| 2005-06   | Regionalliga Nord       | 6                  |
| 2006-07   | Regionalliga Nord       | 1 (rykker op)      |
| 2007-08   | 2. Bundesliga (II)      | 9                  |
| 2008-09   | 2. Bundesliga           | 8                  |
| 2009-10   | 2. Bundesliga           | 2 (rykker op)      |
| 2010-11   | Bundesligaen            | 18 (rykker ned)    |
| 2011-12   | 2. Bundesligaen         | 4 (bliver i liga)  |
| 2012-13   | 2. Bundesligaen         | 10 (bliver i liga) |
| 2013-14   | 2. Bundesligaen         | 8 (bliver i liga)  |
| 2014-15   | 2. Bundesligaen         | 15 (bliver i liga) |
| 2015-16   | 2. Bundesligaen         | 4 (bliver i liga)  |
| 2016-17   | 2. Bundesligaen         | 7 (bliver i liga)  |
| 2017-18   | 2. Bundesligaen         | 12 (bliver i liga) |
| 2018-19   | 2. Bundesligaen         | 9 (bliver i liga)  |
| 2019-20   | 2. Bundesligaen         | 14 (bliver i liga) |
| 2020-21   | 2. Bundesligaen         | 10 (bliver i liga) |
| 2021-22   | 2. Bundesligaen         | 5 (bliver i liga)  |
| 2022-23   | 2. Bundesligaen         | 5(bliver i liga)   |
| 2023-24   | 2. Bundesligaen         | 1(rykker op)       |
| 2024-25   | Bundesligaen            | 14(bliver i liga)  |

## Spillere

### Nuværende hold
Pr. 22. maj 2025.
| 1  | Tyskland   | Ben Voll (målmand)            |
| 2  | Grækenland | Manolis Saliakas (forsvar)    |
| 3  | Estland    | Karol Mets (forsvar)          |
| 4  | Østrig     | David Nemeth (forsvar)        |
| 5  | Tyskland   | Hauke Wahl (forsvar)          |
| 6  | USA        | James Sands (midtbane)        |
| 7  | Australien | Jackson Irvine (midtbane)     |
| 8  | Sverige    | Eric Smith (forsvar)          |
| 9  | Gambia     | Abdoulie Ceesay (angriber)    |
| 10 | Luxembourg | Danel Sinani (midtbane)       |
| 11 | Tyskland   | Johannes Eggestein (angriber) |
| 13 | Tyskland   | Noah Weibhaupt (angriber)     |
| 14 | Wales      | Fin Stevens (forsvar)         |
| 16 | Tyskland   | Carlo Boukhalfa(midtbane)     |
| 17 | England    | Oladapo Afolayan (angriber)   |

| 18 | Skotland            | Scott Banks (angriber)         |
| 19 | Danmark             | Andreas Albers (angriber)      |
| 20 | Sverige             | Erik Ahlstrand (midtbane)      |
| 21 | Tyskland            | Lars Ritzka (forsvar)          |
| 22 | Bosnien-Hercegovina | Nikola Vasilj (målmand)        |
| 23 | Tyskland            | Philipp Treu (forsvar)         |
| 24 | Australien          | Connor Metcalfe (midtbane)     |
| 25 | Polen               | Adam Dzwigala (midtbane)       |
| 26 | Tunesien            | Elias Saad (angriber)          |
| 27 | Tyskland            | Simon Zoller (angriber)        |
| 28 | Tyskland            | Sören Ahlers (målmand)         |
| 29 | Guinea              | Morgan Guilavogui (angriber)   |
| 30 | Tyskland            | Sascha Burchert (målmand)      |
| 32 | Tyskland            | Eric Oelschlägel (målmand)     |
| 34 | Tyskland            | Muhammed Dahaba (forsvar)      |
| 38 | Tyskland            | Romeo Aigbekaen (angriber)     |
| 39 | Tyskland            | Robert Wagner (midtbane)       |
| 42 | Tyskland            | Marwin Schmitz (midtbane)      |
| 44 | Belgien             | Siebe Van der Heyden (forsvar) |

### Danske spillere
Tidligere danske spillere:
- Johnny Petersen (1974-1976)
- Heino Hansen (1974-1976)
- Søren Skov (1975-1977)
- Niels Tune (1976-1979)
- Simon Makienok (2020-2022)

## Trænere
Herunder følger en kronologisk liste over trænene fra klubben, fra 1963.
- Otto Westphal (1963-1964)
- Kurt Krause (1964-1965)
- Erwin Türk (1970-1971)
- Edgar Preuß (1971-1972)
- Karl-Heinz Mülhausen (1972-1974)
- Kurt Krause (1974-1976)
- Diethelm Ferner (1976-1978)
- Sepp Piontek (1978-1979)
- Michael Lorkowski (1982-1986)
- Willi Reimann (1986-1987)
- Helmut Schulte (1987-1991)
- Horst Wohlers (1991-1992)
- Josef Eichkorn (1992)
- Michael Lorkowski (1992)
- Josef Eichkorn (1992-1994)
- Uli Maslo (1994-1997)
- Klaus-Peter Nemet (1997)
- Eckhard Krautzun (1997)
- Gerhard Kleppinger (1997-1999)
- Willi Reimann (1999-2000)
- Dietmar Demuth (2000-2002)
- Joachim Philipkowski (2002)
- Franz Gerber (2002-2004)
- Andreas Bergmann (2004-2006)
- Holger Stanislawski (2006-2007)
- André Trulsen (2007-2008)
- Holger Stanislawski (2008-2011)
- 🇩🇪 Alexander Blessin (2024)

## Ekstern henvisning
- http://www.fcstpauli.de Arkiveret 9. januar 2008 hos  Wayback Machine – klubbens officielle hjemmeside